# Karl Brügman
Karl August Brügman (* 2. März 1866 in Dortmund; † 22. Februar 1946 im Gut Westdorsel in Telgte) war ein preußischer Verwaltungsbeamter und von 1901 bis 1920 Landrat des Kreises Saarburg.

## Leben und Herkunft
Karl Brügman war ein Sohn des Bergwerks- und Gutsbesitzers Heinrich Leonhard Brügman und dessen Ehefrau Maria, geb. Doerts († 17. November 1897 in Dortmund). Nach Abschluss seiner Gymnasialbildung in Dortmund absolvierte er ein Studium der Rechtswissenschaften in Heidelberg und Berlin. Nach der Ersten Juristischen Prüfung im Januar 1889 begann er im Februar 1889 als Gerichtsreferendar seine Ausbildung beim Amtsgericht Schwerte, dem am 8. Juni 1889 die Promotion in Leipzig folgte. Im März 1891 wurde er Regierungsreferendar bei der Regierung Königsberg und im Juni 1894 Regierungsassessor beim Polizeipräsidium Frankfurt/Main. Ab dem 22. Oktober 1894 war er als Hilfsarbeiter bei den Landratsämtern Düren, Mönchengladbach und bei der Regierung Schleswig tätig, bevor er am 15. September 1901 zum kommissarischen Landrat des Kreises Saarburg ernannt wurde. Am 9. Dezember 1917 wurde er zum Geheimen Regierungsrat ernannt und im April 1920 wurde er von der Interalliierten Rheinlandkommission seines Amtes als Landrat des Kreises Saarburg enthoben. Ab September 1920 war er als Oberregierungsrat bei der Regierung Düsseldorf beschäftigt. Im Jahr 1923 übernahm er die Leitung der Dortmunder Union-Brauerei und im März 1934 übernahm er den Vorsitz des Aufsichtsrates ebenda.

## Auszeichnungen
- Roter Adlerorden 4. Klasse[1]

## Familie
Karl Brügman heiratete am 28. September 1894 in Köln Barbara Hubertine Paulina Paula, geb. Primavesi. Tochter des Kölner Fabrikanten Gerhard Primavesi († 25. Dezember 1888) und dessen Ehefrau Elisabeth, geb. Eichholz.